# Thorailles
Thorailles település Franciaországban, Loiret megyében. Lakosainak száma 197 fő (2022. január 1.). Thorailles Louzouer, Courtemaux és La Selle-en-Hermoy községekkel határos.

## Népesség
A település népessége az elmúlt években az alábbi módon változott:
| Lakosok száma | 62   | 73   | 85   | 128  | 177  | 178  | 179  | 185  | 188  | 197  |
|               | 1968 | 1982 | 1990 | 2006 | 2013 | 2015 | 2017 | 2019 | 2020 | 2022 |